# Cataratas Berkelah
Cataratas Berkelah (en malayo: Air Terjun Berkelah) es una serie de caídas de agua ubicadas en Pahang, Malasia. Se encuentra de 31 a 35 km de la ciudad de Kuantan, en la dirección de Maran. Las cataratas consisten en siete niveles, de acuerdo con datos oficiales del Departamento Forestal de Malasia Peninsular (Jabatan Perhutanan Semenanjung Malasia). La séptima caída y la más alta alcanza una altura estimada de 50 metros.
El río y las caídas fueron nombrados "Berkelah", debido a que en un tiempo atrás, había peces de la especie ikan kelah ( mahseer o Neolissochilus) en el río. La especie ha sufrido una severa disminución de población, y están en peligro, debido a la pérdida de su hábitat.